# Alpaida bischoffi
Alpaida bischoffi är en spindelart som beskrevs av Levi 1988. Alpaida bischoffi ingår i släktet Alpaida och familjen hjulspindlar. Inga underarter finns listade i Catalogue of Life.